# 장사군
장사군(長沙郡)은 중국의 옛 행정 구역상의 군이다. 왕작이 봉해졌을 때는 장사국(長沙國)이 설치되었었다.

## 진
진나라에서 초나라를 멸하고, 검중군을 나누어 장사군을 처음 세웠다.
이야진간에서 동정군·창오군이 발견되고 동정군과 주변 군에 대한 논쟁이 시작되면서 진나라의 장사군에 대한 견해도 몇 가지로 나뉘었다. 장사군이 없었다고 보는 견해에서는 기존에 장사군으로 알려진 지역을 동정군에 포함시키기도 하고, 창오군에 포함시키기도 한다. 동정군과 창오군과는 별개로 장사군이 존재했을 것이라고 보기도 하며, 이에서는 장사군의 속현을 임상(臨湘)·하준(下隽)·애(艾)·예릉(醴陵)·나(羅)현으로 추정한다.

## 전한
오예(吳芮)가 책봉된 이래로 대부분 장사국으로 존재하였으며, 가장 오랜 기간 동안 지속된 이성 제후국이었다. 오저(吳著)가 기원전 157년에 죽은 후 왕통이 끊어지면서 잠시 군으로 되돌려졌고, 2년 후 황족인 유발(劉發)이 책봉된 이래로 멸망 때까지 유지되었다. 원시 2년(2년)의 인구조사 기준으로 43,470호 235,825명을 거느렸고 13개현을 관할했다.
| 현명   | 한자   | 대략적 위치            | 비고 |
| ------ | ------ | ---------------------- | ---- |
| 임상현 | 臨湘縣 | 창사 시                |      |
| 나현   | 羅縣   | 웨양 시 미뤄 시        |      |
| 연도현 | 連道縣 | 뤄디 시 뤄싱 구 북     |      |
| 익양현 | 益陽縣 | 이양 시                |      |
| 하준현 | 下雋縣 | 셴닝 시 퉁청 현        |      |
| 유현   | 攸縣   | 주저우 시 유 현 북동   |      |
| 영현   | 酃縣   | 헝양 시 주후이 구 북   |      |
| 승양현 | 承陽縣 | 헝양 시 서북           |      |
| 상남현 | 湘南縣 | 샹탄 시 샹탄 현 서     |      |
| 소릉현 | 昭陵縣 | 사오양 시              |      |
| 다릉현 | 荼陵縣 | 주저우 시 차링 현 북동 |      |
| 용릉현 | 容陵縣 | 주저우 시 유 현 서     |      |
| 안성현 | 安城縣 | 지안 시 안푸 현 서     |      |

## 후한
37년, 장사국이 폐해지고 장사군이 설치되었다. 13성, 25만 5854호, 159만 1372명을 관할했다.
| 이름     | 한자     | 대략적 위치            | 비고                                                                                 |
| -------- | -------- | ---------------------- | ------------------------------------------------------------------------------------ |
| 임상현   | 臨湘縣   | 창사 시                |                                                                                      |
| 유현     | 攸縣     | 주저우 시 유 현 북동   |                                                                                      |
| 다릉현   | 荼陵縣   | 주저우 시 차링 현 북동 |                                                                                      |
| 안성현   | 安城縣   | 지안 시 안푸 현 서     |                                                                                      |
| 영현     | 酃縣     | 헝양 시 주후이 구 북   | 《형주기》에 따르며 현내에 영호(酃湖)가 있다. 《상동기》에 따르면 모산(母山)이 있다. |
| 상남후국 | 湘南候國 | 샹탄 시 샹탄 현 서     | 동남쪽에 헝 산이 있다.                                                               |
| 연도현   | 連道縣   | 뤄디 시 뤄싱 구 북     |                                                                                      |
| 소릉현   | 昭陵縣   | 사오양 시              |                                                                                      |
| 익양현   | 益陽縣   | 이양 시                |                                                                                      |
| 하준현   | 下雋縣   | 셴닝 시 퉁청 현        |                                                                                      |
| 예릉현   | 醴陵縣   | 주저우 시 리링 시      |                                                                                      |
| 나현     | 羅縣     | 웨양 시 미뤄 시        |                                                                                      |
| 용릉현   | 容陵縣   | 주저우 시 유 현 서     |                                                                                      |

## 손오, 서진
손오때 장사군의 일부를 분할해 형양군과 상동군이 신설되고 손호시기 안성군이 신설되면서 군역이 크게 축소되었다. 서진대에는 10현 3만3천호를 통치했다.307년(진 회제 영가 원년), 형양군, 상동군, 소릉군, 영양군, 강주의 계양군이 상주로 분리되었다.
| 현명   | 한자   | 대략적 위치            | 비고                                                     |
| ------ | ------ | ---------------------- | -------------------------------------------------------- |
| 임상현 | 臨湘縣 | 변화없음               | 307년 상주가 분리되면서 상주의 치소가 되었다.            |
| 유현   | 攸縣   | 변화없음               |                                                          |
| 하준현 | 下雋縣 | 변화없음               |                                                          |
| 예릉현 | 醴陵縣 | 변화없음               |                                                          |
| 유양현 | 劉陽縣 | 창사 시 류양 시 동북   | 오나라시기 신설되었다.                                   |
| 건녕현 | 建寗縣 | 주저우 시 스펑 구 동남 | 270년, 주저우 시 감전진(淦田鎭) 동부지역으로 이관되었다. |
| 오창현 | 吳昌縣 | 웨양 시 핑장현 동남    |                                                          |
| 나현   | 羅縣   | 변화없음               |                                                          |
| 포기현 | 蒲沂縣 | 셴닝 시 츠비 시 동부   |                                                          |
| 파릉현 | 巴陵縣 | 웨양 시                |                                                          |

## 유송,남제
328년(동진 성제 함화 3년)이후 상주가 폐지와 복구를 반복하면서 상주에서 다른지역으로 소속이 바뀌었다. 유송시기 하준현, 포기현, 파릉현이 파릉군으로 분리되었다. 7현 5,684호 46,213명을 관할했다.
| 현명   | 한자   | 직위(유송) | 비고                                                  |
| ------ | ------ | ---------- | ----------------------------------------------------- |
| 임상현 | 臨湘縣 | 후상(候相) |                                                       |
| 예릉현 | 醴陵縣 | 후상(候相) |                                                       |
| 유양현 | 瀏陽縣 | 후상(候相) | 남제서에는 과거 이름인 유양현(劉陽縣)으로 기록되었다. |
| 오창현 | 吳昌縣 | 후상(候相) |                                                       |
| 나현   | 羅縣   | 후상(候相) |                                                       |
| 유현   | 攸縣   | 자상(子相) | 남제서에는 기록되지 않았다.                           |
| 건녕현 | 建寗縣 | 자상(子相) |                                                       |
| 상음현 | 湘陰縣 |            | 지금의 웨양 시 샹인현 북쪽에서 신설되었다.            |

## 수
진을 멸망시킨 이후 상주에 담주총관부(潭州總管府)가 설치되면서 주명이 담주로 바뀌었고 형양군이 통폐합되었다. 수양제초기 총관부가 폐지되고 군현제가 실시되자 장사군으로 이름이 바뀌었다. 4현 14,275호를 거느렸다.
| 현명   | 한자   | 대략적 위치          | 비고 |
| ------ | ------ | -------------------- | --- |
| 장사현 | 長沙縣 | 창사 시              | 진나라를 멸망시킨 후 장사군을 폐지하고 임상현을 지금의 이름으로 바꿨다. 동산(銅山), 석산(錫山)이 현내에 있었다. |
| 형산현 | 衡山縣 | 헝양 시 헝산 현 서남 | 형양군의 속현이었는데, 상서현, 상향현, 신강현이 통폐합되었다.                                                   |
| 익양현 | 益陽縣 | 이양 시              | 진나라 멸망이후 신강현이 통폐합되었다. 현내에 부양산(浮梁山)이 현내에 있었다.                                   |
| 소양현 | 邵陽縣 | 사오양 시            | 진나라 멸망이후 소릉군이 장사군에 통폐합되면서 부이현과 도량현이 통폐합되었다.                                  |

## 당
621년(당 고조 무덕 4년), 당군이 소선(蕭銑)을 토벌하고 담주에 총관부를 설치했다. 해당 총관부는 담주, 형주, 영주, 침주, 연주, 남량주, 남운주, 남영주를 통치했고 담주는 6개현을 통치했다. 624년(당 고조 무덕 7년), 운주가 폐지되자 남량주가 소주(邵州)가 개명되었고 남영주는 도주(道州)로 개명되었다. 결과적으로 담주총관부는 담주,형주, 침주, 연주, 영주, 소주, 도주의 7개주를 통치하게 되었다.
742년(당 현종 천보 원년), 군현제가 실시되자 장사군으로 개명되었으나 758년(당 숙종 건원 원년) 주현제로 회귀하면서 담주로 개명되었다. 초창기 5현 9,031호 40,449명을 통치했으나 천보연간에 6현 32,272호 192,657명을 거느렸다.
| 현명   | 한자   | 대략적 위치          | 비고                                                                                           |
| ------ | ------ | -------------------- | ---------------------------------------------------------------------------------------------- |
| 장사현 | 長沙縣 | 창사 시              | 초기 담주의 6현중 하나였다.                                                                    |
| 상담현 | 湘潭縣 | 헝양 시 헝둥 현 서남 | 749년(당 현종 천보 8년) 치소가 낙구(洛口)로 옮겨지고 상남현(湘南縣)에서 상담현으로 개명되었다. |
| 상향현 | 湘鄕縣 | 샹탄 시 샹샹 시      |                                                                                                |
| 형산현 | 衡山縣 | 헝양 시 헝산 현      |                                                                                                |
| 예릉현 | 醴陵縣 | 주저우 시 리링 시    | 621년 장사현에서 분리신설되었다.                                                               |
| 유양현 | 瀏陽縣 | 창사 시 류양 시      |                                                                                                |
| 익양현 | 益陽縣 | 이양 시              | 621년 신강현이 분리신설되었지만 624년 폐지되었다.                                              |
| 신강현 | 新康縣 |                      | 624년 폐지되었다.                                                                              |

## 장관

### 전한

#### 장사승상
- 이창(기원전 189년 당시)
- 월(기원전 184년 ~ ?)